# Sungha Jung
Sungha Jung (Cheongju, 2 settembre 1996) è un chitarrista e youtuber sudcoreano.

## Biografia
Sungha Jung è nato il 2 settembre 1996 in Corea del Sud. Si è fatto conoscere grazie alle sue doti chitarristiche su YouTube fin dal 2006, all'età di 9 anni. In un'intervista ha dichiarato di essere autodidatta, aiutato solamente dai rudimenti fornitigli dal padre, anch'egli chitarrista. Negli anni a seguire ha continuato a farsi conoscere grazie all'aggiunta di nuovi video, in cui venivano eseguite celebri cover tra cui More Than Words e Hotel California.
La sua vecchia chitarra è stata fatta su misura per adattarsi alle dimensioni del suo corpo ed è stata firmata da Thomas Leeb che ha scritto "Keep on grooving to my friend". In seguito al grande consenso riscontrato nella rete, Sungha ha iniziato a comporre di mano propria, riuscendo a raccogliere le sue canzoni in un primo album, Perfect Blue. Ha inoltre svolto un tour con il chitarrista statunitense Trace Bundy.

## Discografia
- 2010 – Perfect Blue
- 2011 – Irony
- 2012 – The Duets
- 2013 – Paint It Acoustic
- 2014 – Monologue
- 2015 – Two of Me
- 2016 – L'atelier
- 2017 – Mixtape
- 2018 – Andante
- 2019 - Sungha Jung Cover Compilation 1
- 2019 - Sungha Jung Cover Compilation 2
- 2019 - Sungha Jung Cover Compilation 3
- 2019 - Sungha Jung Cover Compilation 4
- 2019 - Sungha Jung Cover Compilation 5